# Grant Morrison
Grant Morrison (Glasgow, 31 gennaio 1960) è un fumettista britannico.
Appartiene alla New Wave degli scrittori di fumetti britannici degli anni ottanta e novanta. È diventato famoso a livello internazionale per la sua opera Arkham Asylum: Una folle dimora in un folle mondo (del 1989) e per aver rilanciato la Justice League of America della DC Comics (dal 1997) e gli X-Men della Marvel Comics (dal 2001). Nel corso degli anni si è guadagnato un seguito di fan che lo considerano una "rock star dei fumetti" grazie al suo stile innovativo e anticonvenzionale, emerso soprattutto nelle sue opere con personaggi meno conosciuti quali Zenith, Animal Man, Doom Patrol e Invisibles. Negli ultimi anni ha lavorato quasi esclusivamente per la DC Comics, dove ha avuto il compito di rigenerare il personaggio di Superman all'interno del progetto The New 52.
La sua popolarità l'ha portato all'attenzione degli studios di Hollywood, interessati ai possibili adattamenti cinematografici delle sue opere a fumetti (tra le quali la miniserie We3). Su di lui è stato inoltre realizzato un documentario ed esiste una convention di fumetti da lui creata e patrocinata.

## Carriera

### Debutto (1978-1986)
Si appassiona sin da bambino ai comic book statunitensi di cui diviene accanito lettore. Dopo un periodo di incertezza adolescenziale, Grant decide di tentare la strada di scrittore e disegnatore di fumetti. Si rende però subito conto che è quasi impossibile eccellere in entrambi i campi e quindi si dedica alla scrittura che sembra permettergli un maggior controllo sulle storie e sul tipo di personaggi che desidera creare. Il suo debutto avviene nel 1978 sul magazine Near Myths per proseguire con collaborazioni con diversi editori britannici. Il primo lavoro per una Major dei fumetti gli viene offerto dalla divisione inglese della Marvel Comics. Si tratta di una serie ispirata dalla serie di giocattoli Zoids. Grant prende il lavoro molto seriamente, ma non è soddisfatto del risultato e i vincoli imposti dal franchise non gli permettono di esprimersi al meglio. Nonostante questo viene notato da Alan Grant che gli offre un lavoro a tempo indeterminato per la rivista 2000 AD. Si tratta del primo vero impiego per Grant che per la prima volta nella sua vita può fare a meno del sussidio dell'assistenza sociale. In questo periodo vive ancora con la madre ed un patrigno con il quale non vi è grande intesa. Dopo i primi due anni durante i quali realizza storie per la serie Future Shocks (interna a 2000 AD), Grant decide di lanciare il suo personaggio Zenith, uno dei primi esperimenti decostruzionisti di Morrison. Racconta le avventure di una rockstar che diventa un supereroe suo malgrado quando vien reclutato per lottare contro una pandimensionale cospirazione aliena.

### Affermazione in DC Comics (1987-2000)
Morrison poi comincia a lavorare per la casa editrice DC Comics che dopo Alan Moore stava cercando sceneggiatori in Inghilterra. Il suo primo incarico è rivitalizzare un vecchio personaggio chiamato Animal Man. Morrison lo trasforma in un manifesto per i diritti degli animali (scrive storie molto dure contro la vivisezione e la caccia) e comincia a sperimentare la sua concezione metatestuale (il fumetto che parla di fumetto) del fumetto: infatti negli episodi finali Animal Man incontra il suo creatore, Grant Morrison in persona appunto, che gli spiega che lui non esiste realmente ma è solo un personaggio destinato ad intrattenere il pubblico amante dei comic.
La sua versione del vecchio gruppo di supereroi della Doom Patrol è la serie che gli dà la fama per il trattamento inconsueto che riesce ad infondere nella sceneggiatura di un fumetto di supereroi. Morrison riesce a mischiare con naturalezza l'azione con una visione onirica e decisamente surreale, caratterizzata da vari elementi (dada, supereroismo, magia nera, cospirazioni governative, strutturalismo, ecc).
Scrive anche varie miniserie per la DC come Arkham Asylum con una versione allucinata e psicotica di Batman e dei suoi nemici, Kid Eternity, la mini steampunk Sebastian O, Kill your boyfriend una sorta di storia d'amore punk.
Scrive anche due numeri della serie Hellblazer (il 25 e il 26) e il romanzo grafico The Mystery Play (tratto da una sua vecchia piece teatrale).
Diventa nel 1996 il nuovo scrittore della Justice League of America, trasformando il titolo in un best seller dopo anni in cui il titolo era surclassato da X-Men e Spawn. Morrison vede la JLA come una moderna reincarnazione del pantheon degli dei greci descrivendone quindi le gesta come fossero delle divinità.
Insieme all'amico fraterno Mark Millar scrive anche Aztek the Ultimate Man, quattro numeri della serie Swamp Thing (n. 140-143), proseguita dal solo Millar, e 8 numeri di Flash (n. 130-138) riuscendo così a realizzare il suo sogno di scrivere le storie del suo personaggio preferito (in una vecchia intervista raccontò che la madre gli aveva cucito una tutina rossa sulla falsariga di quella del lampo scarlatto).
A metà anni novanta esce la sua summa narrativa condensata nella serie The Invisibles, pubblicata sotto l'etichetta Vertigo (una divisione della DC specializzata in fumetti "alternativi"), che è una miscellanea di politica, sub culture, lisergia, fantascienza, fisica quantistica, gnosticismo, anarchismo, situazionismo, complotti governativi e magia. Morrison narra le avventure di un gruppo di anarchici situazionisti che lottano segretamente contro gli Arconti, un gruppo di alieni che da anni manipolano la realtà grazie all'aiuto dei governi di tutto il mondo.

### Il passaggio alla Marvel Comics (2001-2003)
Dopo il divorzio con la DC, secondo lui colpevole di non avergli accettato il progetto rivoluzionario per il rilancio di Superman e di aver manomesso alcune sue idee per la JLA, tra cui il concetto di Ipertempo, che avrebbe dovuto tappare tutti i buchi di continuity della DC, approda alla Marvel Comics, per cui aveva scritto nel 1994 Skrull Kill Krew insieme a Mark Millar, miniserie che rientrava nel progetto Marvel Edge. Al suo ritorno alla Casa delle Idee, dal 2001 al 2004, dà il suo contributo più conosciuto scrivendo un controverso e cupo ciclo per la serie New X-Men (dal numero 114 al 154, numero in cui Morrison distrugge letteralmente il Marvel Universe) e le miniserie Marvel Boy e Fantastic Four: 1 2 3 4.
Il suo ciclo degli X-Men viene osannato da pubblico e critica, sebbene Morrison spesso riproponga temi già sfruttati. Evidente il debito di Morrison verso lo storico ciclo di Claremont e Byrne, soprattutto per l'inizio e la fine della sua lunga run. La prima saga, infatti, dura 13 numeri, come la prima dei succitati autori, e anche questa presenta la razza aliena degli Shi'ar, anche se Morrison di suo aggiunge il genocidio di 16 milioni di mutanti. Nelle sue ultime due saghe, invece, Morrison ripropone la sua versione della Saga della Fenice Nera, con la nuova morte di Jean Grey, e di Giorni di un futuro passato, coadiuvato alle matite da Marc Silvestri. Tra i più grandi meriti da riconoscere allo scrittore scozzese per la sua gestione mutante, ci sono sicuramente il fatto di aver riportato linearità nelle storie e aver rivalutato Emma Frost e i mutanti freak, cioè quelli che hanno avuto mutazioni orrende anche nell'aspetto esteriore.
Infine, il lavoro dello scrittore scozzese ha avuto influenze pesanti sulle successive vicende mutanti, nonostante la politica di "controriforma" applicata nella Casa delle Idee, come il ritorno di Claremont su Uncanny X-Men. Tra gli sceneggiatori maggiormente influenzati dal lavoro di Morrison sui mutanti spicca Joss Whedon, scrittore della serie di grande successo Astonishing X-Men.
Fantastic Four: 1 2 3 4 è una miniserie in quattro parti disegnata da Jae Lee e che si fregia dei colori di Josè Villarubia ed è inserita nella linea Marvel Knights. Ogni capitolo è dedicato a un membro diverso del quartetto e le caratteristiche principali della storia sono l'ambiguità di fondo dei personaggi, oltre a elementi di magia, esoterismo, fantascienza e simbolismo. Tutto ciò si innesta su una trama semplice: il Dottor Destino si è alleato con Namor e l'Uomo Talpa per separare i membri del quartetto e distruggerli una volta per sempre. In realtà, partendo da questi elementi quasi scontati, Morrison realizza una storia ben riuscita sotto tutti i punti di vista: dal ritmo dell'azione all'introspezione psicologica dei personaggi. L'autore scozzese, inoltre, realizza la cosiddetta regola del "Più le cose cambiano, più restano le stesse", dato che alla fine del racconto, dopo che Ben Grimm aveva "rischiato" di tornare umano, dopo che Susan Storm aveva accarezzato l'idea di tradire Reed con Namor, dopo che Johnny aveva dato l'impressione di essere infelice e frustrato, tutto sembra riportarci alla famiglia felice e che combatte coraggiosamente il male.
Uno dei difetti che alcuni hanno imputato a questa mini è quella di aver caricato di troppi elementi "cerebrali" una serie da sempre pregna di fantascienza, ma anche di elementi popolari, come i FQ. Sta di fatto che Morrison ha preso alcuni stilemi di questo gruppo e li ha ribaltati per mostrarli in modo originale, ma non ha stravolto nulla della storia del quartetto, tant'è vero che, subito dopo Fantastic Four: 1 2 3 4, gli altri scrittori delle storie di Reed e soci (tra questi, da citare soprattutto Mark Waid) hanno continuato a portare avanti le classiche atmosfere supereroistiche, molto lontane da quelle oscure della linea Marvel Knights, a parte Roberto Aguirre-Sacasa e Mark Millar, che hanno preso spunto dalle idee di Morrison, rispettivamente nella serie Marvel Knights 4 e in alcune storie di Wolverine.
Tra gli apporti cosiddetti "minori" del folle genio scozzese, da ricordare le idee per l'Universo Ultimate e una breve storia di Nick Fury per la miniserie Double Shots, inserita anch'essa nella linea Marvel Knights. Nel racconto, disegnato da Manuel Gutiérrez, alcuni terroristi alieni preparano un attacco devastante alla Terra addestrando un volontario che si offre di sostituire Nick Fury. Le prove a cui viene sottoposto quest'uomo falliscono miseramente, anche per alcuni particolari ridicoli (come quando il falso Nick dice che deve andare urgentemente al bagno a causa di quello che ha mangiato) e il culmine dell'inettitudine arriva quando gli alieni cavano l'occhio sbagliato (destro) all'uomo per dargli la benda di Nick Fury (sinistra) e questo non se ne avvede. È troppo lontano da essere anche solo lontanamente l'ombra di Fury. Alla fine, gli alieni si rivelano essere uomini S.H.I.E.L.D., e tra questi c'è anche il buon Nick che con un calcio in culo si sbarazza del presunto impostore, assolutamente incapace e inoffensivo. Si trattava dunque di un piano organizzatissimo per smascherare, valutare e eliminare un potenziale nemico del "mondo libero" come lo definisce Nick. Fantomatica la frase finale del racconto, che rivela molto della natura di Fury, pronunciata da un soldato S.H.I.E.L.D. mentre Fury si prepara ad una nuova missione di spionaggio: «Ehi, è il mondo di Nick. Noi ci moriamo e basta».
Nei suoi brevi ma intensi anni alla Marvel, Morrison scrive Marvel Boy ed aiuta Mark Millar nella definizione degli Ultimates, dando spunti per i personaggi, tra i quali Thor. Tuttavia, proprio dal versante Ultimate Morrison riceve molte delusioni: si propone per sostituire Brian Michael Bendis sulla serie Ultimate Marvel Team–Up, ma come risposta Joe Quesada chiude la serie; attende forse di prendere il posto di Millar sugli Ultimates, ma i ritardi di Bryan Hitch allungano notevolmente i tempi; infine, dopo mesi di trattative, il progetto per il lancio di Ultimate Fantastic Four viene bocciato. A questo punto, evidentemente chiuso alla Marvel da Millar e Bendis, che pian piano stanno scrivendo sempre più serie, Morrison, nell'estate del 2003, insieme a Jeph Loeb, Tim Sale, Greg Rucka e Geoff Johns firma in esclusiva per la DC Comics.

### Il ritorno in DC (2004-2014)
Nel 2004 Morrison scrive prima The Filth (dove ritorna sulla sua ossessione per i mondi di finzione che si intersecano con quelli reali nella miglior tradizione di Borges e Philip K. Dick) e poi Seaguy, We3 e la storia fantascientifica indiana Vimanarama, tutte opere pubblicate sotto l'etichetta Vertigo, dove Morrison sperimenta nuove soluzioni narrative (mettendo le basi per quel nuovo stile fumettistico che Morrison ha chiamato western manga) e scrive i primi numeri della nuova serie JLA: Classified con disegni di Ed McGuinness.
Nel 2005 sottoscrive un contratto di due anni in esclusiva con la DC e dà alla luce la miniserie Sette Soldati della Vittoria, che riscuote un grande successo di critica per la sua capacità di riplasmare oscuri personaggi della DC e di inaugurare una narrazione modulare inedita nel mondo dei comics.
Verso la fine dell'anno esce anche All Star Superman, la nuova serie dell'Uomo d'Acciaio disegnata da Frank Quitely, che promette di reimpostare le coordinate del primo supereroe per il pubblico del nuovo millennio. Insieme a Mark Waid, Geoff Johns e Greg Rucka viene reclutato da Dan DiDio anche per scrivere 52, una maxiserie settimanale di cinquantadue numeri che narra gli eventi dell'universo DC successivi a Crisi infinita.
Numerosi i progetti che lo coinvolgono nel 2006: viene chiamato da Jim Lee per il rilancio della Wildstorm Productions, la casa editrice acquistata nel 2002 dalla DC. In particolare, insieme a Jim Lee si occupa di rinnovare la serie Wildcats, e con Gene Ha si occupa della serie The Authority, di questa serie escono solamente i primi due numeri e il progetto passa ad altri autori.
Oltre a ciò, Morrison diviene il principale scrittore del personaggio di Batman, dando vita al personaggio di Damian Wayne, figlio dell'uomo pipistrello e Talia al Ghul. Lavora inoltre alla sceneggiatura cinematografica tratta da We3 e altri progetti esterni al mondo del fumetto, tra cui uno pensato per Ridley Scott, ed è in programma l'uscita della sua biografia scritta da Craig McGill.

Nel 2008 uscirà Crisi finale miniserie disegnata da J.G. Jones che reimposterà le fondamenta dell'universo DC in maniera definitiva. Morrison ha definito questa saga come: 
Per la Vertigo scrive nel 2009 due miniserie sequel di Seaguy (Seaguy 2: The Slaves of Mickey Eye e Seaguy 3: The End).
Nel 2011 viene pubblicato il libro Supergods, un saggio a metà tra autobiografia e storia del fumetto americano in cui Morrison illustra la propria visione sul genere supereroistico e la definizione della propria poetica.
In seguito alla conclusione di Crisi finale, lo scrittore dichiara di essere al lavoro su una miniserie sul Multiverso DC, la cui uscita viene programmata per il 2010, poi posticipata al 2011 per farla coincidere con il reboot The New 52, e ancora nel 2014, uscendo sotto il nome di Multiversity, una metaserie di 9 one-shots ambientati in alcuni dei nuovi 52 mondi del Multiverso DC Comics.

### Freelancer
Nel 2015 diviene il caporedattore della rivista Heavy Metal, dichiarando di voler ridare al magazine quell’energia punk che lo caratterizzava negli anni Settanta, puntando tutto sull’estetica. Nello stesso anno crea insieme al disegnatore Dan Mora la miniserie Klaus, pubblicata da Boom!Studios, che rinarra le origini del personaggio di Babbo Natale in chiave epic-fantasy.
Nel 2016 viene annunciato come sceneggiatore e produttore esecutivo delle serie Brave New World, ispirata all'omonimo libro di Aldous Huxley, e Happy!, tratta dall'omonimo fumetto Image Comics del 2013 scritto dallo stesso Morrison e disegnato da Darick Robertson, entrambe trasmesse sul canale Syfy.
Dopo Happy! Morrison torna a scrivere per Image Comics nel 2017 con il fumetto Nameless, miniserie horror-fantascientifica con riferimenti esoterici disegnata da Chris Burnham, già suo collaboratore su Batman Incorporated. In questo periodo torna a collaborare con DC Comics scrivendo Wonder Woman: Terra 1, personale interpretazione delle origini della principessa amazzone disegnata da Yanick Paquette, e la maxiserie di 12 numeri Lanterna Verde, disegnata da Liam Sharp. Firma inoltre un accordo con la Universal Cable Production, già produttrice della trasposizione di Happy!, per l'adattamento live action di tutte le sue serie a fumetti. Il primo fumetto di Morrison che verrà adattato è The Invisibles, per il quale è stata programmata l’uscita nel 2020, anno in cui inaugura la linea di fumetti di NBCUniversal - la cui prima serie annunciata è Protector Valley Road, scritta da Morrison in collaborazione con Alex Child - e termina il suo incarico di caporedattore di Heavy Metal, assumendo la carica di consulente creativo.

## Stilemi e motivi ricorrenti
Morrison gioca volentieri con il motivo dell'autoreferenzialità e della metareferenzialità, come in Animal Man o in Flex Mentallo, dove alcuni personaggi scoprono di essere personaggi di fumetti.
In Doom Patrol compaiono dipinti autoreferenziali, burattini mossi da marionette e giochi logici. Alcuni personaggi fanno affermazioni che si prestano anche ad essere lette in un contesto metatestuale, come riferiti alla storia stessa.
Un altro motivo che ricorre in Morrison è quello dei ricordi e dei racconti infantili. In Doom Patrol, ricorrono le filastrocche di Heinrich Hoffmann, ci sono «giocattoli abbandonati e desiderosi di vendetta», ricordi di scuola e di vecchi giochi. Mr. Nobody raccoglie vecchi fumetti e «tutte quelle cose stupide che noi gettiamo via». In Invisibles, una delle guardie del riformatorio ricorda il "trombone peloso", un mostro immaginario dei suoi primi anni, prima di incontrare King Mob vestito in un modo che si potrebbe ben descrivere con quelle parole. In Sette soldati della vittoria, la lotta furibonda di Zatanna e Zor è inframmezzata da battute decisamente (e volutamente) infantili.

## Apparizioni fumettistiche
Grant Morrison è l'unico autore di comic che ha un alter ego di proprietà della DC Comics che è apparso, oltre che nei numeri finali di Animal Man, anche in Suicide Squad numero 58 (scritto da John Ostrander) dove è chiamato "lo scrittore".
In uno degli episodi a fumetti dei Simpsons, Morrison combatte contro Mark Millar.
Nelle note dell'edizione "Absolute" di DC: The New Frontier l'autore Darwyn Cooke spiega che il personaggio di Captain Cold è stato modellato sulla figura di Morrison.

## Premi
Nel 2006 è stato insignito dell'Eisner Award per Sette Soldati della Vittoria (Migliore Serie Limitata) e All Star Superman (Miglior Nuova Serie).

## Opere

### DC Comics
- Batman:
  - The Stalking in Batman Annual '86, illustrazioni di Garry Leach (1986)
  - Arkham Asylum: Una folle dimora in un folle mondo, disegni di Dave McKean (1989)
  - Batman: Gothic in Legends of the Dark Knight, disegni di Klaus Janson (1990)
  - Batman e figlio contro il Guanto Nero in Batman 655-658, 663-669, 672-675, disegni di Andy Kubert, John Van Fleet, Tony Daniel, J. H. Williams III, Ryan Benjamin (2007-2010)
  - Batman R.I.P. in Batman, disegni di Tony Daniel (2008)
  - Batman & Robin 1-16, disegni di Frank Quitely, Philip Tan, Cameron Stewart, Andy Clarke, Dustin Nguyen, Chris Burnham, Frazer Irving, David Finch (2009-2010)
  - Il Ritorno di Bruce Wayne 1-6, disegni di Chris Sprouse, Frazer Irving, Yanick Paquette, Cameron Stewart, Ryan Sook, Lee Garbett (2010)
  - Batman Incorporated vol. 1-2, disegni di Yanick Paquette, Chris Burnham, Scott Clark, Frazer Irving, Andres Guinaldo, Jason Masters, Andrei Bressan, Jorge Lucas (2011-2013)
- Superman:
  - Osgood Peabody's Big Green Dream Machine in Superman Annual '86, illustrazioni di Jeff Anderson (1986)
  - All Star Superman, nn. 1-12, disegni di Frank Quitely (2006-2008)
  - Action Comics, nn. 0-18, disegni di Rags Morales, Andy Kubert, Gene Ha, Ben Oliver, Travel Foreman (2011-2013)
- Wonder Woman:
  - Wonder Woman: Terra Uno (Wonder Woman: Earth One), volume 1, Grant Morrison (testi) e Yanick Paquette (disegni), aprile 2016
  - Wonder Woman: Terra Uno (Wonder Woman: Earth One), volume 2, Grant Morrison (testi) e Yanick Paquette (disegni),  ottobre 2018
- Justice League:
  - JLA: Ghosts of Stone
  - JLA nn. 1-17, 22-26, 28-31, 34, 36-41 (1997)
  - One Million miniserie di 4 numeri (1998)
  - JLA/WildC.A.T.s crossover con WildStorm (1997)
  - JLA Classified n 1-3
  - JLA: Earth 2 (2000)
- Flash n 130-138 (scritta con Mark Millar, 1997)
- Aztek, the Ultimate Man n 1-10 (scritta con Mark Millar)
- Sette Soldati della Vittoria
- 52 (scritto con Geoff Johns, Greg Rucka, e Mark Waid), nn.1-52 (2006-2007)
- Crisi finale, disegni di J. G. Jones, miniserie di 7 numeri (2008)
- The Multiversity , disegni di AA.VV, miniserie di 9 numeri (2014)

### Vertigo
- Animal Man nn. 1-26 (1988-1990)
- Doom Patrol nn. 19-63 (1989-1993)
- Hellblazer nn. 25-26, "Early Warning" (1990)
- Kid Eternity miniserie di 3 numeri (1991)
- Sebastian O miniserie di 3 numeri (1993)
- Il mistero di Dio, disegni di Jon J. Muth (1994)
- Swamp Thing nn. 140-143, "Bad Gumbo", scritto con Mark Millar, disegni di Phil Hester (1994)
- Invisibles, tre serie di 25, 22 e 12 numeri, disegni di autori vari (1994-2000)
- Kill Your Boyfriend, disegni di Philip Bond e D'Israeli (1995)
- Flex Mentallo, miniserie di 4 numeri, disegni di Frank Quitely (1996)
- Weird War Tales n. 3: New Toys, disegni di Frank Quitely (1997)
- The Filth, miniserie di 13 numeri, disegni di Chris Weston (2002)
- We3 - Noi3, miniserie di 3 numeri, disegni di Frank Quitely (2004)
- Seaguy, miniserie di 3 numeri, disegni di Cameron Stewart (2004)
- Vimanarama, miniserie di 3 numeri, disegni di Philip Bond (2005)
- Seaguy: Gli Schiavi Di Mickey Eye, miniserie di 3 numeri, disegni di Cameron Stewart (2009)
- Joe the Barbarian, miniserie di 8 numeri, disegni di Sean Murphy (2011)

### Marvel Comics
- Skrull Kill Krew (scritta con Mark Millar) mini di 5 numeri (1995),
- Marvel Boy, mini di 6 numeri (2000)
- Fantastic Four: 1234 mini di 4 numeri (2001)
- Nick Fury: Nick's World (in Marvel Knights: Double Shot n 2) (2002)
- New X-Men (nv. 114-154 e Annual 2001) (2000-2004)

### Boom!Studios
- Klaus nn.1-7, Grant Morrison (disegni) e Dan Mora (disegni), miniserie (conclusa), novembre 2015 - agosto 2016.

### Altri editori statunitensi
- Fast Forward n. 1: Phobias (Piranha Press, 1992)
- Vampirella (Harris Comics)
  - Ascending Evil (scritta con Mark Millar, 1997)
  - Holy War (scritta con Mark Millar, 1997)
  - "Queen's Gambit" (scritta con Mark Millar, 1997)
- Spawn: Reflections (nn. 16-18) Image Comics/Todd McFarlane Productions
- The Authority nn. 1-2 WildStorm (2006)
- Wildcats (Wildstorm, 2006, per ora è uscito solo il primo numero)
- Supergods (2011)
- Annihilator, miniserie di 6 numeri, disegni di Frazer Irving (Legendary Comics, 2014-2015)
- Nameless, miniserie di 6 numeri, disegni di Chris Burnham (Image Comics, 2016)